# Mellersta stordistriktet
Mellersta stordistriktet (finska: Keskinen suurpiiri) är en administrativ enhet i Helsingfors stad. Stordistrikten bildades år 1982 för att underlätta olika myndigheters arbete som tidigare alla använt olika indelningar. Därmed blev det också lättare för stadsborna att följa med de administrativa enheterna. Mellersta stordistriktet består av följande distrikt: Berghälls distrikt, Åshöjdens distrikt, Vallgårds distrikt, Böle distrikt och Gammelstadens distrikt.